# Фатима Мадридская
Фатима Мадридская — женщина-астроном, якобы жившая на рубеже X—XI веков в мусульманской Испании. Она впервые упоминается в энциклопедии 1924 года, и историки сомневаются в её существовании.

## Предположительная биография
Утверждается, что Фатима жила в Кордове и была дочерью мусульманского учёного — астронома, химика, математика аль-Маджрити (англ. Maslama al-Majriti, араб. أبو القاسم مسلمة بن أحمد المجريطي‎).
Вместе они трудились над «Зидж аль-Хорезми» — астрономическими таблицами, которые включают в себя календари, положения Солнца, Луны и планет, тригонометрические и сферические функции астрономии, затмения Луны с освещённостью и другую информацию. Фатима помогала адаптировать формулы и даты, которые использовал аль-Хорезми для солнечного персидского календаря, к лунному исламскому, а также к местоположению Кордовы. Кроме того, они установили положение планет в день хиджры.
Также Фатима написала несколько научных работ, известных под названием «Поправки Фатимы». Её совместная с отцом работа «Трактат об астролябии» хранится в библиотеке монастыря Эскориал.
В той или иной степени владела испанским, ивритом, греческим и латынью.

## Историчность
Первое известное упоминание о Фатиме присутствует в энциклопедии Enciclopedia Espasa 1924 года издания. Как указывает историк математики Анхель Рекена Фрайле:
В любом столь амбициозном проекте [как Enciclopedia Espasa-Calpe] есть ошибки — непорядочный автор, невнимательный копировщик. Так создаётся несколько мифов, которые не задокументированы и не освещаются в других источниках, повествующих о персонажах, которым место лишь в мифах, а не в историях. Франсиско Вера, которого многие считают отцом историографии науки в Испании, уже предупреждал об этом, занимаясь фигурой епископа Калаорры вестготских времён, геометра Лусиньяно, который фигурирует только в «Эспасе» и ни в одном другом источнике. Такая же ситуация с Фатимой, умной дочерью Масламы. Мы встречаем нечто схожее с Лусиньяно. Нет никакой ссылки на исходный или достоверный источник, на который можно опереться.
Арабист, историк и биограф Аль-Андалуса Мануэла Марин также считает, что Фатима была придумана для Enciclopedia Espasa. Продолжительное обсуждение её личности, в том числе в Интернете, и её включение в календарь на 2009 год «Астрономы, создавшие историю», Марин объясняет некритичным отношением к данным энциклопедии.